# مدينة مصطفى كمال باشا
مدينة مصطفى كمال باشا هي مدينة من مدن تركيا في محافظة بورصة. سُميت بهذا الاسم من قبل المجلس البلدي نسبةً إلى مصطفى كمال أتاتورك تكريماً له بعد حرب الاستقلال التركية. يبلغ عدد سكانها 99,994 نسمة وذلك حسب إحصائيات سنة 2012. تبلغ مساحتها 176174 كم².
هذه المدينة تمتاز بهدوئها وبتعدد أماكن الترفيه فيها وتنوع الخدمات، من ابرز هذه الإمكان المشفى مصطفى كمال باشا الحكومي.

## تاريخ المدينة
سابقا كانت المدينة تسمى باليونانيه Kremaste، كما انها كانت تحت حكم المملكة البيثينية (Bithynia).
في سنة 300م تقريبا المدينة أصبحت مهمة لانها أصبحت مدينة مسيحية ارشيفية.
اما في سنة 1336 تم دمج المدينة مع الامبراطورية العثمانية.
قد دمرت المدينة سنة 1920م اثناء الحرب التركية اليونانية.
بعد انتهاء حرب الاستقلال التي قاعدها مصطفى كمال، قرر مجلس المدينة تسمية المدينة باسمه تقديرا له.[بحاجة لمصدر]

## المدن المقربة
- سكاكا الايطاليه
- ليبكوفو المقدونية
- موستار في البوسنه والهرسك
- كوزوفسكا كامينيتشا في كوسوفو

## شلال مصطفى كمال باشا
يقع هذا الشلال على بعد نصف ساعة من مدينة مصطفى كمال باشا.
يمتاز هذا الشلال بالمشاهد الطبيعية الخضراء، كما أن إرتفاعه يصل إلى 38 مترا، يعد هذا الشلال مكانا مثاليا لنزهة عائلة لانه يضم مجموعات متنوعة من الحيوانات، مثل: السناجب والأرانب، والطيور بالوان متنوعة، كما انه هناك تصريح لصيد السمك والتخييم في أماكن مخصصة بالقرب من الشلال.

## أعلام
- أورخان أكسوي